# 長安日報
《長安日報》是發行於中華民國陝西省西安市的日報，屬陝西督軍陳樹藩派系。創刊於1919年4月。時直巴黎和會，學生和活動人士抗議日德密約並要求歸還青島，該報刊文聲援，继而被迫停刊。後被陳樹藩改刊爲《西北日报》，后者于1920年9月停刊。